# 런던스튜디오센터
런던 노스 핀칠리에 있는 런던스튜디오센터는 고전 발레, 현대 무용, 재즈 댄스, 그리고 뮤지컬 극장의 과정을 제공하는 영국의 무용 및 연극 학교이다. 그것은 무용, 연극, 뮤지컬 극장 위원회의 승인을 받았다.